# フィーゼラー F 3

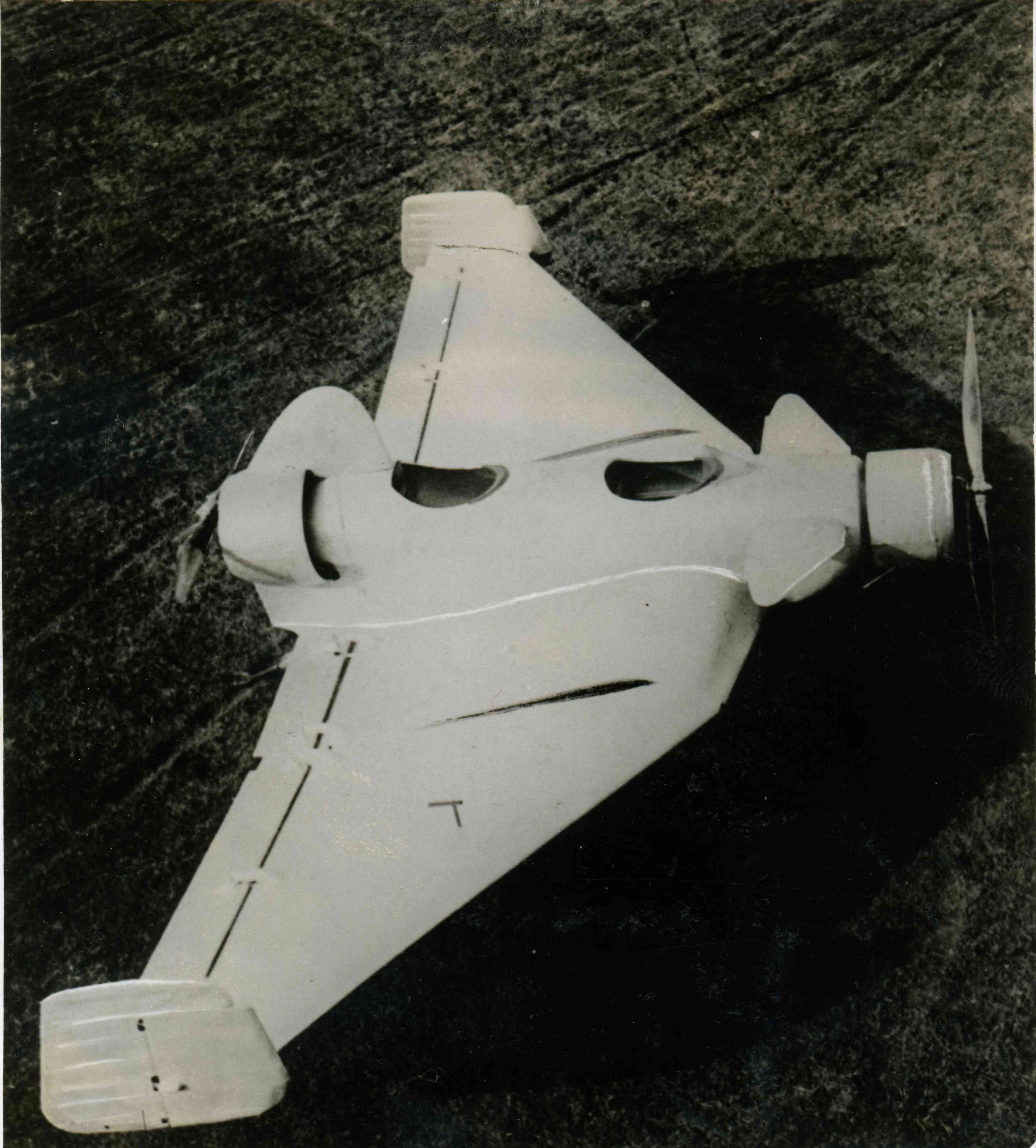
Fieseler F 3 Wespe

フィーゼラー F 3 ヴェスペ（Fieseler F 3 Wespe）は1930年代のドイツの2座席の民間機である。デルタ翼で、胴体の前後にタンデムにエンジンとプロペラを配置した。設計はRhön-Rossitten-Gesellschaftのアレクサンダー・リピッシュが行い、フィーゼラー飛行機が製作した。飛行試験で操縦性がひどく悪く、開発は中止された。
ドレスデンのタバコ会社のハウスベルクマン（Haus Bergmann）がヨーロッパでの宣伝飛行のために、変わった外観と性能の飛行機を求めたことから開発が始められた。ゲルハルト・フィーゼラーはデルタ翼のスポーツ機を計画し、ドイツ航空研究所（Deutsche Versuchsanstalt für Luftfahrt ：DVL）のために無尾翼のグライダーや航空機を開発していたRhön-Rossitten-Gesellschaftに設計を依頼した。スポンサーのタバコ会社は3機の発注を行った。
1931年の冬から Delta IV という名前で開発が始められ、フィーゼラーでは  F 3 ヴェスペ（Wespe = スズメバチの意）という名前がつけられた。イギリスの Pobjoy Airmotors 製空冷星型の R エンジンが選ばれた。1932年5月にカッセル・ヴァルダウ飛行場で初飛行の準備が行われた。
ゲルハルト・フィーゼラーは自らテスト・パイロットを務めたが、タキシングの後、離陸しようとすると横方向の挙動が制御不能となり、機体は破損した。製造中の2機の組み立ては中断され、1号機は修理の後、試験でさらに2回の事故を起こした。主翼を拡大するなどの改造が行われたが、フィーゼラーは普通のパイロットでは操縦できないと結論し、中立的な意見を求めるため、ドイツ航空研究所（ドイツ語版）のパイロットに試験を依頼したところ、その評価も否定的なものであったため、フィーゼラーは計画を中止した。
スポンサーのタバコ会社は費用を負担したが、フィゼラーと Rhön-Rossitten-Gesellschaft の間で交渉が行われ、1号機は Rhön-Rossitten-Gesellschaft が購入することとなり、ドイツ航空研究所で根本的に設計変更され、単発の軽飛行機 DFS 39 となった。

## 諸元
- 乗員: 1名
- 乗客: 1名
- 全長: 4.54 m
- 全巾; 8.70 m
- 全高: 1.75 m
- 重量: 680 kg
- エンジン: 2x Pobjoy R
- 出力 2x75 PS
- 最大速度: 250 km/h

## Literatur
- Gerhard Fieseler Meine Bahn am Himmel ISBN=3-570-01192-5
- Fieseler Zeitschrift Jahrg. 1938
- Technische Daten aus Unterlagen des Fieseler Flugzeugbau Kassel